# Elsenborn
Elsenborn est une section de la commune belge de Butgenbach située en Communauté germanophone et en Région wallonne dans la province de Liège. C'était une commune à part entière avant la fusion des communes de 1977.

## Évolution démographique
- Sources : INS, Rem. : 1930 jusqu'en 1970 = recensements, 1976 = nombre d'habitants au 31 décembre.

## Histoire
1501 Eltzemborn
Connu surtout par son camp militaire, installé par l'armée prussienne et mis en service en 1901, repris par l'armée belge en 1920.
Ce camp fut utilisé, pendant la Seconde Guerre mondiale, par la Wehrmacht qui lui adjoignit un camp de prisonniers de guerre (notamment français et polonais), sous le nom de « Stalag VI G ».